# Teerhof
Le Teerhof est une péninsule fluviale d'Allemagne faisant face au centre-ville de Brême, à la confluence de la Weser et de la Kleine Weser. Urbanisée dès le XVIIe siècle, elle est connectée au reste de la ville par plusieurs ponts et passerelles. Elle est essentiellement occupée par des immeubles résidentiels et par le musée d'art moderne de Weserburg.

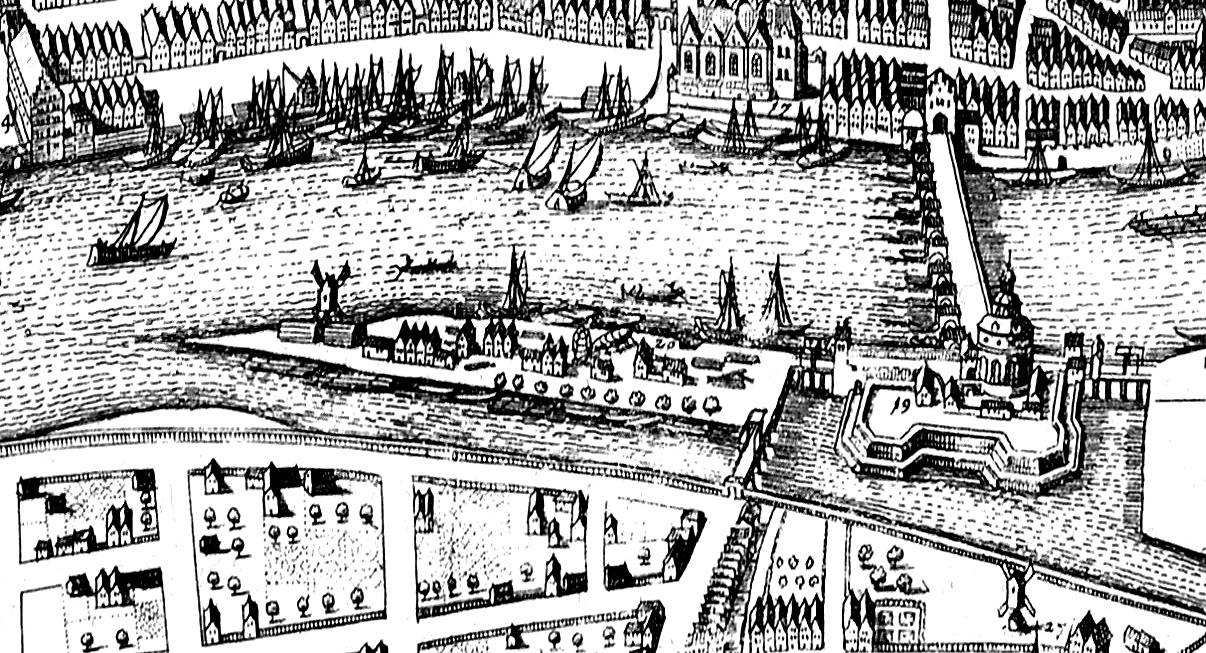
Extrait de la carte Brema de Matthäus Merian dem Älteren montrant le Teerhof vers 1640.